# Enterprise (band)
Enterprise was een Nederlandse bandje, dat afkomstig was uit Goes. 
De band was opgezet door de zusters Janny en Margriet Wouterse, die plaatselijk bekendheid genoten onder de naam 'Zusjes Wouterse'. Zij speelden voornamelijk accordeonmuziek. In de band zongen Eddy Tuik en Ella, die laatste was ook een Wouterse. Eddy en Ella werden als enigen afgebeeld op de enige single die van Enterprise verscheen en zij waren ook de enigen die op televisie kwamen. Van de zusjes Wouterse zijn enige elpees bekend. Landelijk succes bleef uit en Eddy en Ella gingen onder hun eigen naam verder, maar kwamen ook niet verder dan één single.
Van Enterprise is slechts één single bekend (1984):
- de A-kant: een cover van Lay down beside me van Don Williams
- de B-kant: Wat ga je doen Koen, een Nederlandse versie van Hit the Road Jack van Percy Mayfield in een bewerking van Margriet Wouterse.

De A-kant bleef onopgemerkt. Wat ga je doen Koen was op televisie te zien in Op Volle Toeren, uitzending 1 maart 1985 en een week later in Los Vast, waarschijnlijk alleen radio.
Van Eddy en Ella is ook één single bekend:
- A-kant: Hou me vast (een cover)
- B-kant: Wat maakt het uit (geschreven door Verburgt en Tuik)

Beide singles verschenen via EMI Nederland. Beide singles werden geproduceerd door Jacques Verburgt, die ook de Zusjes Wouterse produceerde.